# Ängerån, Hälsingland
Ängerån (Ängraån) är en å i Hälsingland, som rinner upp i ett stort sjöområde söder om byn Ängersjö i Härjedalens kommun, Jämtlands län, och som rinner ut åt öster- och sydost i ca 24 km, i sin längsta del i ca 19 km (ca 16 km fågelvägen) i Ljusdals kommun, Gävleborgs län, ut i Ljusnan vid byn Ängra. Därför används endera namnet Ängerån eller Ängraån för ån i olika sammanhang, ibland båda i samma. Ljusdals kommun och Länsstyrelsen Gävleborg använder i beslutshandlingar namnet Ängraån 1994 respektive 2017. Myndigheten Svenska Kraftnät använder också namnet Ängraån 2010. Även Kårböle fiskevårdsområde använder namnet Ängraån i sin fiskevatteninformation.

## Namnhistorik
Lantmäteriet använder dock känt ej ovanligt det ohistoriska nu populistiska namnet Ängerån på sina moderna kartor. Det är alltså uppenbart att bara Lantmäteriet av myndigheterna använder sig av ett historiskt avvikande namn för Ängraån. Detta leder till att de som utgår från sina kartor från Lantmäteriet felaktigt använder det ohistoriska namnet.
Författaren Albert Viksten, Färila och Ängratörn, använde namnet Ängraån i sin skrift från 1932. Vikstenstorpet vid namn Ängratörn byggt 1863, hade namnet Ängratörn (på Lantmäteriets gamla kartor) redan innan Viksten flyttat in, med namnet taget efter dess strandnära läge vid sjön med samma namn. Sjönamnet Ängratörn i sig bevisar ytterligare att förledet "Ängra-" historiskt har namngetts efter den i området närbelägna Ängraån, i sin tur av byn Ängra. Namnen Ängraån, Ängratörn och Ängra finns också belagda i arkiverade handlingar från 1899 och 1900 hos Landsarkivet i Härnösand, då arbeten för bildandet av en Ängraåns allmänna flottled påbörjades och genomfördes. Byn Ängra fanns troligen som bebyggelse från 1600-talets mitt.

## Etymologi
Ängraån kan tidigare ha hetat Ängran, som senare kan ha blivit uttalat Ängraån. Namnet innehåller en ordbas ång i betydelsen "trång". Ängraåns nedre lopp är bitvis nedskuret till en trång ådalsänka, i ett isälvsdelta med ett för åvattnat lätt eroderat sandigt avsatt material.

## Naturskydd
Den del av ån som ligger i Ljusdals kommun flyter genom Ängraåns naturvårdsområde. Lantmäteriet kallar dock detta naturvårdsområde dubbelt felaktigt för "Ängeråns naturreservat" på sina moderna kartor, vilket är av avgörande skillnad beträffande avsevärda tvingande föreskrifter för ett naturreservat om inskränkningar av markägarens rätt att använda området, något som inte avgörande föreskrivs när ett område klassas som naturvårdsområde, där pågående markanvändning inte avsevärt ska försvåras. 
Ljusdals kommun har i beslut 1994 förklarat Ängraån inom kommunen samt en nedre del av tillflödet Borrån som naturvårdsområde. I området ingår även åarnas strandzoner till en bredd av 20 m från strandlinjen vid normalt medelvattenstånd samt de våtmarker eller skogsimpediment som gränsar mot åarna.  Syftet är dels att bevara Ängraån som representativ skogså med vattenmiljö av stort hydrologiskt, kvartärgeologiskt och biologiskt värde. Dels att bevara Ängraåns naturmiljö för turism, sportfiske och annat rörligt friluftsliv. Ån förvaltas av Ljusdals kommun.
Ängraån har av länsstyrelsen Gävleborg fastställts utgöra ett Natura 2000-område i beslut 2006-12-15, uppdaterat 2017-09-21. Syftet är bevarandet av biologisk mångfald genom att bevara eller återställa till ett gynnsamt tillstånd för de naturtyper eller arter som utgjort grund för utpekandet av området, de som omfattas av EU:s art- och habitatsdirektiv.

## Naturgeografi
Ån är helt opåverkad av vattenkraftverksbyggen. Den övre delen är brant med många forsar och fall, med block- eller klippstränder medan den nedre delen är bredare, mer lugnflytande och avsevärt flackare. Den övre delen, från länsgränsen vid 340 m ö.h. till Losbron väg 296, faller cirka 85 m. Den nedre delen faller därifrån cirka 45 m till utloppet i Ljusnan vid 210 m ö.h., stränderna präglas här av steniga och grusiga isälvsdeltaavlagringar, med högsta kustlinjen här cirka 240 m ö.h., och som bitvis är överväxta av strandkärr.

## Kulturgeografi
Två större sjöar högst upp i åns avrinningsområde i Härjedalens kommun används som årsregleringsmagasin av driftvatten för vattenkraftverken i Ljusnan. Detta gör att vattenföringen i Ängraån blir hydrologiskt onaturlig med mycket förhöjda över året maximala vattenflöden vintertid och onaturligt låga vattenflöden sommar- och hösttid. Så i så kallad omvänd vattenföring eller omvänd vattenregim. Detta medför stora ekologiskt skadliga konsekvenser, för strömfisken genom skador och utdrivning ur turbulenta strömmar till följd av för riklig bildning av krav, 1-3 mm stora iskristaller, som därtill medför bildning av hög strand- och bottenis, som genom kvävning och erodering förändrar habitaten för stränder och lekbottnar skadligt för de av habitaten beroende arterna. Detta kan förklara tillbakagången av bestånden av flodpärlmussla och öring i ån, som skett allt tilltagande efter nedläggningen av flottningen i ån, sedan de tidigare använda flottningsdammarna börjat användas som årsregleringsmagasin.